# شهرک (نهاوند)
شهرک(نهاوند)، معروف به شهرک سلگی شهری از توابع بخش خزل شهرستان نهاوند در استان همدان ایران است.

## ره‌آورد
اين روستا که بیش از هزار و ۳۰۰ هکتار اراضی دیم و آبی دارد، بسان جزیره‌ای در میان ۳ رودخانه پرآب گاماسیاب، گلخانه و توله‌کوب احاطه شده است و همین موقعیت استراتژیک و مطلوب آب‌و‌هوایی، شهرك سلگي را به یکی از قطب‌های تولید کننده چغندر، آفتابگردان، ذرت، کلزا، گندم و گردو و تریاک ناب تبدیل کرده است.

## توسعه
بنابر اظهار طاها نورایی، یکی از سرمایه گذاری میلیون دلاری این روستا، در روستای شهرک هیچ فرد بی‌سوادی وجود ندارد. البته مؤید این ادعای وي، برگزیده شدن اين روستا به عنوان یکی از ۱۰ روستای دوستدار کتاب، در جشنواره ملی روستاهای دوستدار کتاب در بين ۶۲۱ روستای شرکت‌کننده در این جشنواره است.

## مردم
این روستا عمداتا لرتبار می باشند از ایل سلگی و به زبان لری سخن می گویند. نام خانوادگی سلگی و نورایی در گستره روستا فراگیر میباشد .  ساکنین و اهالی روستا دارای نام خانوادگی سلگی و یا نورایی میباشند . ( از دیگر فامیلی های وابسته به خانوادگی سلگی میتوان به شکوهی سلگی ، یاوری سلگی و ... اشاره نمود . گسترش فامیلی سلگی و نورایی در سطح روستاهای نزدیک مشهود میباشد .   

## جمعیت
این روستا در دهستان سلگی قرار دارد و براساس سرشماری مرکز آمار ایران در سال ۱۳۹۵، جمعیت آن ۲۸۸۴ نفر (۷۰۶خانوار) بوده‌است.